# Dalian Atkinson
Dalian Robert Atkinson (ur. 21 marca 1968 w Shrewsbury, zm. 15 sierpnia 2016 w Telford) – angielski piłkarz, grający na pozycji napastnika.

## Kariera
Karierę piłkarską Atkinson rozpoczął w 1985 roku jako piłkarz Ipswich Town, skąd w 1989 roku przeszedł do Sheffield Wednesday. W barwach tego klubu Atkinson rozegrał 38 spotkań i strzelił 10 goli. Rok później Atkinson przeniósł się do Hiszpanii, gdzie został piłkarzem Realu Sociedad. Tam kontynuował swoją strzelecką passę, w sezonie 1990/91 zdobył 12 bramek w 29 spotkaniach. Po sezonie gry w Realu Sociedad Atkinson wrócił do Anglii, gdzie został piłkarzem Aston Villa. W ciągu 4 lat gry w tym klubie Atkinson rozegrał 85 spotkań i strzelił 23 gole.
Następnym klubem w karierze Atkinsona było tureckie Fenerbahçe SK. Klub zapłacił za angielskiego piłkarza 1,7 miliona funtów. W sezonie 1995/96 Atkinson rozegrał w tym klubie 21 spotkań, strzelając w nich 10 goli. W 1996 roku Atkinson został wypożyczony najpierw do francuskiego FC Metz, a po zakończeniu sezonu do Manchesteru City, jednak w tych dwóch klubach Atkinson miał małe szanse na grę w podstawowym składzie. W 1998 roku Atkinson został piłkarzem Ittihad FC, klubu grającego w ekstraklasie Arabii Saudyjskiej. Karierę zakończył w 2001 roku jako piłkarz Jeonbuk Hyundai Motors.
Atkinson miał także za sobą występ w reprezentacji Anglii B.
Zmarł 15 sierpnia 2016 w trakcie interwencji policji w jego domu. Prawdopodobnie przyczyną śmierci Atkinsona było zatrzymanie akcji serca po porażeniu go paralizatorem przez funkcjonariuszy policji.